# Buddy (elbil)

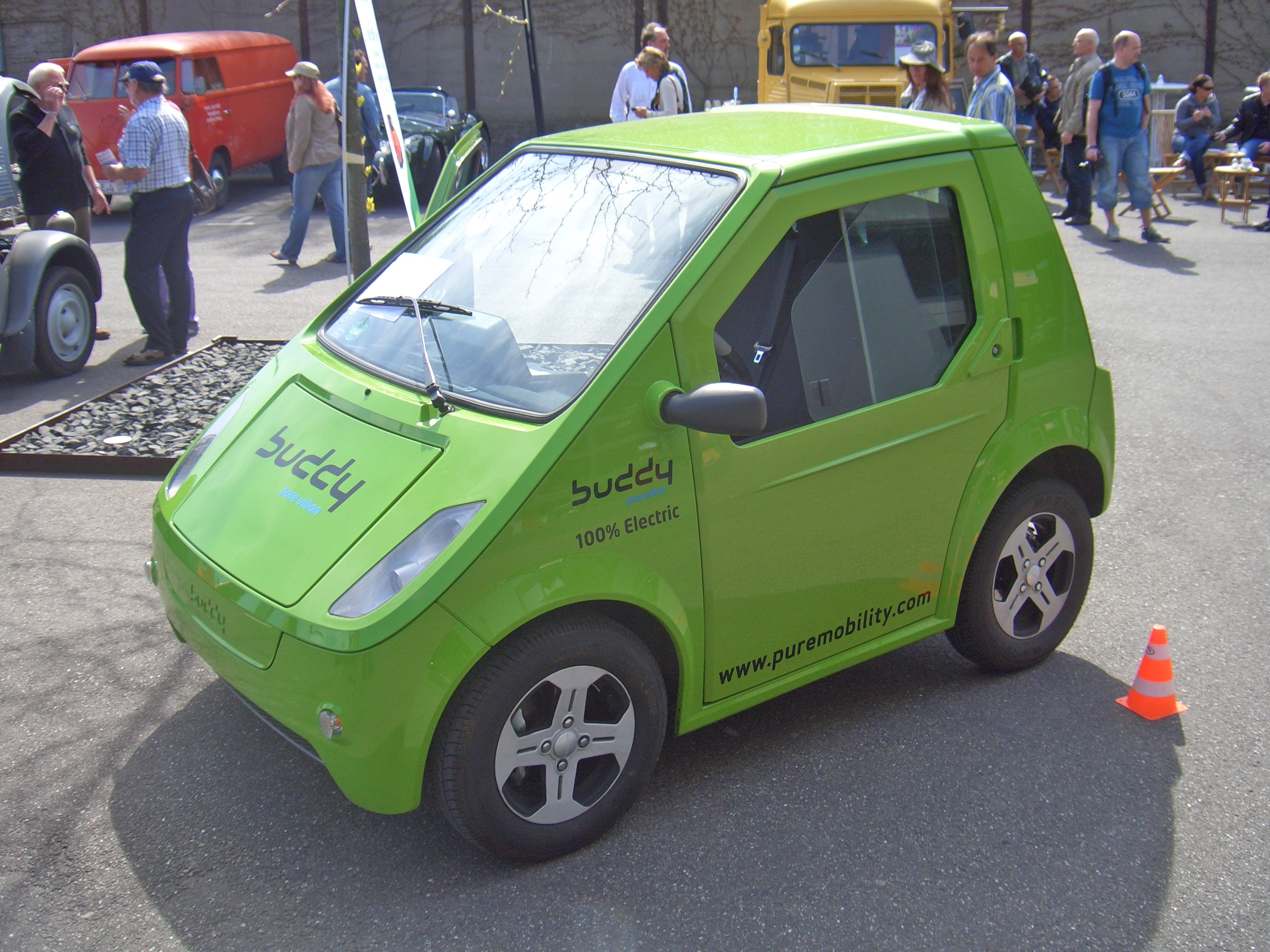
Buddy

Buddy är en norsk elbil som tillverkas av Elbil Norge i Økern i Oslo. Buddy är den sjätte generationen av den modell som tidigare hette Kewet som kom i produktion 1991. 2010 kom en ny variant, MetroBuddy, ut. 